# Harold Baxter Kittermaster
Harold Baxter Kittermaster (14 mai 1879 - 20 mars 1939) est un fonctionnaire colonial britannique, gouverneur de la Somalie britannique (actuelle Somalie), du Honduras britannique (aujourd'hui Belize) et du Nyassaland (actuel Malawi) avant la Seconde Guerre mondiale.

## Jeunesse
Harold Kittermaster naît à Shrewsbury, Shropshire, le 14 mai 1879 ; il est le fils du Révérend Frederick Wilson Kittermaster, lequel mourra en 1906 à Coventry, Angleterre. L'année de la naissance d'Harold, son père est muté à Coventry pour prendre un poste de vicaire à Bayston Hill, près de Shrewsbury
Il effectue sa scolarité à Shrewsbury School puis au collège Christ Church de l'université d'Oxford. Il épouse, en 1923, Winifred Elsie, née le 25 avril 1899 à Coventry, fille de Richard Alexandra Rotherham ; ils ont un fils et une fille. Avec une taille de 2,05 m, il est considéré comme l'un des hommes les plus grands du British Colonial Office.

## Kenya
Harold Kittermaster est fonctionnaire colonial en Afrique orientale britannique (aujourd'hui le Kenya) avant la Première Guerre mondiale ; à cette occasion, il assiste Theodore Roosevelt, le président des États-Unis qui, en 1909, venant tout juste de terminer son mandat, était venu pour un safari. Il est le fonctionnaire responsable de la province nord-orientale lors du soulèvement des Aulihan somaliens, qui commence par un vol de bétail au détriment des Samburu en décembre 1915 et qui se poursuit par le saccage du poste britannique de Sarinley, dans le Jubaland. Les Britanniques ne disposent que de troupes limitées en nombre dans la région et sont occupés par les opérations militaires en Afrique orientale allemande. Harold Kittermaster n'arrive pas à convaincre les autorités de mettre en place une riposte avant septembre 1917. Lorsqu'elle se met en place, après une action militaire impitoyable et de nombreux morts, les Aulihan capitulent et paient une compensation en nature, sous la forme de têtes de bétail. Il déclare : « il ne faut plus craindre les Aulihan pour un bon moment. »
Il établit les limites administratives, ce qu'on appellera la « ligne Kittermaster », qui séparent les zones de pâturage des Samburu, sur le plateau de Leroghi, du grand plateau de Laikipia, réservé aux colons blancs. Il est le premier commissaire exécutif du comté de Turkana, dans le nord-ouest de ce qui est de nos jours le Kenya.

## Somalie britannique
Harold Kittermaster est ensuite gouverneur de la Somalie britannique de 1925 à 1931.
Il est handicapé par les strictes limites budgétaires fixées par le Trésor, fixées à 200 000 ₤ par an. Dans la mesure du possible, il s'assure que les dépenses sont productives ; il met en place un département de l'agriculture et distribue des arachides et des haricots aux cultivateurs potentiels.
En 1927, considérant que l'élevage est une industrie cruciale pour l'économie, il introduit des mesures de vaccination obligatoire du bétail, fait construire des fosses sanitaires et organise le marché des produits pour animaux. Il obtient aussi des fonds du ministère des colonies pour creuser des puits.

## Honduras britannique
Il prend, le 9 mars 1932, le poste de gouverneur du Honduras britannique.
Quoiqu'il y ait des critiques de la part du monde du travail à l'encontre de l'administration britannique durant la période pendant laquelle Kittermaster est aux affaires, il ne met en place que peu de réformes dans la mesure où la situation ne semble pas se détériorer. La colonie est pauvre, mais il refuse de croire que les gens sont au bord de la famine. Il ne fait rien pour introduire un salaire minimum ou pour réformer les lois interdisant les syndicats et impose une taxe foncière frappant essentiellement les petits exploitants.
Un rapport sur l'éducation aux Antilles britanniques établit que l'éducation primaire y est la moins avancée de tout l'Empire britannique et que les bâtiments scolaires sont en piètre état. Harold Kittermaster déclare qu'il est regrettable que le rapport ne concerne pas le Honduras britannique, mais note qu'il « n'a pas jugé nécessaire de prendre des mesures pour améliorer la situation présente du fait de l'impossibilité de fournir des ressources supplémentaires pour l'éducation ». Il recommande cependant aux « missions de construire des écoles partout où il y a un nombre minimum d'enfants », sans doute en vue de faire porter la responsabilité du financement à l'Église. En 1932, concernant l'éducation secondaire, il dit que « le taux élevé des droits de scolarité fait qu'ils sont hors de portée des parents ordinaires d'un élève du primaire ».

## Nyassaland
Harold Kittermaster est âgé de 55 ans lorsqu'il est nommé gouverneur du Nyassaland en 1934. Il parraine un développement limité du Native Authority system (gouvernement en lien avec les autochtones) et édicte des règles concernant le travail des immigrés. Cela mis à part, il n'introduit aucune innovation d'importance. Il déclare : « en ce qui concerne ma politique, elle a été de poursuivre celle de mes prédécesseurs […] et il me semblait que la dernière chose dont le Protectorat avait besoin, c'était d'un coup de balai. »
Au moment de sa nomination, les associations locales d'Africains éduqués essayent de se faire reconnaître par l'administration coloniale comme une représentation alternative à celle des autorités autochtones, dominées par des chefs conservateurs. Harold Kittermaster ne rejette pas entièrement cette idée. Après quelques débats, les associations autochtones sont autorisées à donner leur point de vue au Secrétariat d'État, lequel doit en accuser réception, mais toutes les actions doivent encore être soumises aux autorités autochtones. Il rencontre Levi Zililo Mumba, le dirigeant du mouvement des associations autochtones, le 12 mai 1935. Il adopte une attitude conciliante et encourage les associations à continuer leurs activités dans des directions utiles.
Harold Kittermaster hérite du problème controversé des droits fonciers. Les propriétaires détenteurs d'un droit de propriété officiel ont légalement le droit d'expulser 10 % des Africains qui résident sur leurs terres tous les cinq ans. Le gouvernement est censé leur trouver des terres équivalentes, en termes de valeur, dans les environs. Le sujet est compliqué par l'existence de lois de « non-perturbation » en faveur des premiers occupants, lesquels peuvent rester en place sans payer de loyer. Quoique la situation ne soit pas particulièrement urgente du fait d'une pénurie de main-d'œuvre, Hubert Winthrop Young, un précédent gouverneur, avait proposé divers changements pour clarifier la loi. Cela avait le soutien de Kittermaster, qui adopte la position consistant à privilégier une acquisition de terres auprès des propriétaires privés pour permettre l'installation permanente des Africains. Toutefois, le secrétariat d'État ordonne qu'aucun changement ne soit apporté aux lois en vigueur.
Le gouvernement colonial décide, en 1934, de promouvoir la langue nyanja comme langue véhiculaire au Nyassaland, car elle est la plus pratiquée. Harold Kittermaster décide d'appliquer cette politique immédiatement. Les missions chrétiennes sont opposées à cette décision, ainsi que les Yao, locuteurs du chiyao et les Tumbuka, locuteurs de la langue du même nom, menés par Levi Mumba. La London Missionary Society en appelle au gouvernement à Londres, et Harold Kittermaster est invité à suspendre cette décision et à convoquer une conférence pour traiter du sujet. Finalement, la décision est d'encourager la pratique du nyanja tout en autorisant le libre usage des autres langues.
L'administration Kittermaster n'a que peu d'influence positive. Pendant qu'il est aux affaires, le revenu interne annuel baisse de 511 000 £ à 506 000 £. La fonction publique reste stable, passant de 3 437 à 3 535 fonctionnaires.
Au début de 1939, on lui diagnostique une appendicite. Son état s'aggrave et les médecins sont incapables de le sauver. Il meurt le 20 mars 1939. Sa femme, Winifred, vit jusqu'à un âge avancé ; elle décède en 1993.